# Miko Hughes

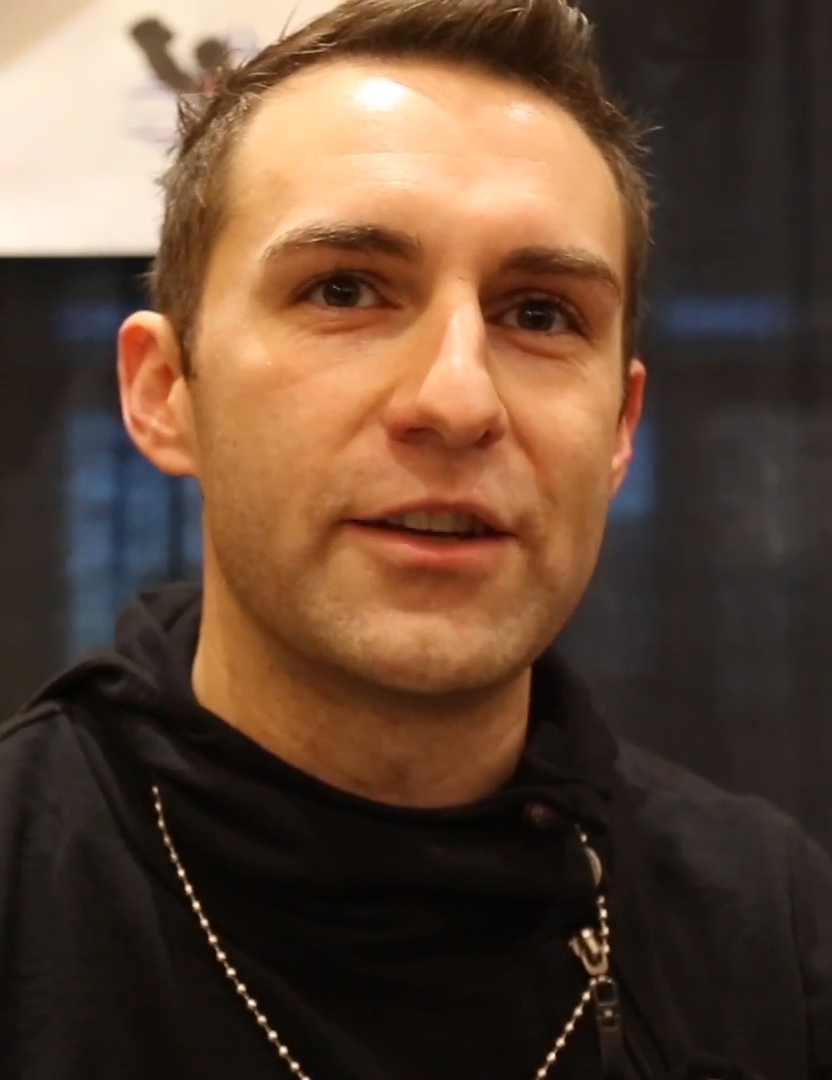
Miko Hughes, 2018

Miko John Hughes (* 22. Februar 1986 in Apple Valley, Kalifornien) ist ein US-amerikanischer Schauspieler, Regisseur und Sänger.

## Leben
Miko Hughes wurde 1986 in Apple Valley, Kalifornien, als Sohn von Mary (geb. Phelps) und John Hughes, einem Techniker für Spezialeffekte, geboren.
Er hat drei Geschwister: Mike, Mitch und Molly. Miko Hughes ist indigener Herkunft, sein Vorname, der Me-ko ausgesprochen wird, bedeutet in der Sprache der Chickasaw-Indianer „Häuptling“. Er ist auch ein Imker und Sänger und tritt häufig auf Horrorfilm-Conventions auf.

### Karriere
Sein erster Auftritt als Schauspieler war mit 22 Monaten in einem Werbespot für öffentliche Institutionen, im Film Friedhof der Kuscheltiere hatte er im Alter von 27 Monaten seine erste Rolle. Im folgenden Jahr hatte Hughes eine weitere Durchbruchsrolle als das „Jungs haben einen Penis, Mädchen haben eine Vagina“-Kind in Kindergarten Cop mit Arnold Schwarzenegger. Aufgrund dieser beiden Rollen wurde Hughes ein gefragter Kinderschauspieler.
Zu seinen markantesten Auftritten in einer Fernsehserie zählt der des extrovertierten, oft vorlauten Aaron Bailey in der Comedy-Serie Full House, eine Figur, die Hughes in zwölf Episoden verkörperte. Daneben spielte er auch als Gastdarsteller in verschiedenen Fernsehserien.
Seine bekannteste Rolle in einem Kinofilm war die des Simon Lynch in Das Mercury Puzzle an der Seite von Bruce Willis. Um sich auf seine Rolle eines autistischen Jungen vorzubereiten, traf sich Hughes mit betroffenen Kindern.
Er wurde 2013 Autor und Regisseur, als er in Chilling Visions: 5 Senses of Fear das Segment SEE schuf.

## Filmografie (Auswahl)

### Als Schauspieler

#### Filme
- 1989: Friedhof der Kuscheltiere (Pet Sematary)
- 1990: Kindergarten Cop
- 1993: Mein Vater – Mein Freund (Jack the Bear)
- 1994: Freddy’s New Nightmare (Wes Craven’s New Nightmare)
- 1994: Cops & Robbersons – Das haut den stärksten Bullen um (Cops and Robbersons)
- 1995: Apollo 13
- 1997: Spawn
- 1997: Zeus & Roxanne – Eine tierische Freundschaft (Zeus & Roxanne)
- 1998: Das Mercury Puzzle (Mercury Rising)
- 1999: Fly Boy
- 2000: Lethal Vows – Bis dass der Tod uns scheidet (Lethal Vows)
- 2000: Grizzly Mountain – Flucht in die Vergangenheit (Escape to Grizzly Mountain)
- 2001: Magic Rock
- 2002: Clockstoppers
- 2005: Dogg’s Hamlet, Cahoot’s Macbeth
- 2006: Surf School
- 2007: Thou Shalt Not (Kurzfilm)
- 2008: Tropic Thunder
- 2011: Remains of the Walking Dead
- 2016: Brody (Kurzfilm, Stimme von Brody)
- 2019: The Untold Story
- 2023: Dylan’s New Nightmare: An Elm Street Fan Film (Kurzfilm)

#### Fernsehserien
- 1990–1995: Full House (12 Folgen)
- 1991: Beverly Hills, 90210 (Folge 2x17)
- 1992: Melrose Place (Folge 1x17)
- 1993: Picket Fences – Tatort Gartenzaun (Picket Fences, Folge 1x20)
- 1994: Die Nanny (The Nanny, Folge 1x18)
- 1994: Ein Hauch von Himmel (Touched by an Angel, Folge 2x03)
- 1998: Baywatch – Die Rettungsschwimmer von Malibu (Baywatch, Folge 9x04)
- 2000: Roswell (3 Folgen)
- 2000: Zweimal im Leben (Twice in a Lifetime, Folge 2x04)
- 2002: Hey Arnold! (Folge 5x13)
- 2003: Boston Public (3 Folgen)
- 2005: Veronica Mars (Folge 2x02)
- 2007: Cavemen (Folge 1x02)
- 2014: The New Adventures of Pinkgirl and The Scone (Folge 1x06)

### Als Regisseur
- 2013: Chilling Visions: 5 Senses of Fear

## Auszeichnungen
Miko Hughes gewann drei Young Artist Awards und war sechs weitere Male nominiert. Außerdem wurde er 1995 in der Kategorie „Bester Nachwuchsschauspieler“ für seine Darstellung in Freddy’s New Nightmare für einen Saturn Award nominiert.